# Провинција Муцу
Муцу (јап. 陸奥国) или Ошу (јап. 奥州) је једна од 66 историјских провинција Јапана, која је постојала од почетка 8. века (закон Таихо из 703. године) до Мејџи реформи у другој половини 19. века. Муцу се налазио у североисточном делу острва Хоншу, на обали Тихог океана.
Царским декретом од 29. августа 1871. све постојеће провинције замењене су префектурама. Територија Муцуа је веома велика и одговара данашњим префектурама Фукушима, Мијаги, Ивате и Наомори.

## Географија
Муцу се на југу граничио са провинцијама Шимоцуке, Хитачи и Козуке, на западу са провинцијама Ечиго и Дева, а на северу и истоку је широко излазио на Тихи океан.